# オキサゼピン
オキサゼピン（英語: oxazepines）は、窒素原子1個と酸素原子1個を含む七員環不飽和複素環式化合物である 。